# Rosi Mittermaier
Rosi Mittermaier (Reit im Winkl, Baviera, 5 de agosto de 1950-Garmisch-Partenkirchen, Baviera, 4 de enero de 2023) fue una esquiadora que ganó 2 Medallas de Oro Olímpicas (3 Medallas en total), 3 Campeonatos del Mundo (4 Medallas en total), 1 General de la Copa del Mundo (y 2 Copas del Mundo en diferentes disciplinas) y 10 victorias en la Copa del Mundo de Esquí Alpino (con un total de 41 podiums).
Era hermana de la que fue también esquiadora, Evi Mittermaier. Se casó a su vez con el que fuera esquiador alemán Christian Neureuther, con el que tuvo un hijo también esquiador, Felix Neureuther.

## Resultados

### Juegos Olímpicos de Invierno
- 1972 en Sapporo, Japón
  - Descenso: 6.ª
- 1976 en Innsbruck, Austria
  - Descenso: 1.ª
  - Eslalon: 1.ª
  - Eslalon Gigante: 2.ª

### Campeonatos Mundiales
- 1970 en Val Gardena, Italia
  - Combinada: 5.ª
  - Eslalon Gigante: 7.ª
- 1974 en St. Moritz, Suiza
  - Eslalon: 6.ª
- 1976 en Innsbruck, Austria
  - Descenso: 1.ª
  - Eslalon: 1.ª
  - Combinada: 1.ª
  - Eslalon Gigante: 2.ª

### Copa del Mundo

#### Clasificación general Copa del Mundo
- 1966-1967: 27.ª
- 1967-1968: 12.ª
- 1968-1969: 7.ª
- 1969-1970: 11.ª
- 1970-1971: 14.ª
- 1971-1972: 6.ª
- 1972-1973: 4.ª
- 1973-1974: 7.ª
- 1974-1975: 3.ª
- 1975-1976: 1.ª

#### Clasificación por disciplinas (Top-10)
- 1967-1968:
  - Eslalon Gigante: 8.ª
- 1968-1969:
  - Eslalon: 4.ª
  - Descenso: 5.ª
- 1969-1970:
  - Eslalon: 8.ª
  - Eslalon Gigante: 10.ª
- 1970-1971:
  - Eslalon Gigante: 9.ª
- 1971-1972:
  - Eslalon: 4.ª
  - Eslalon Gigante: 7.ª
  - Descenso: 10.ª
- 1972-1973:
  - Eslalon: 2.ª
  - Eslalon Gigante: 8.ª
  - Descenso: 9.ª
- 1973-1974:
  - Eslalon: 2.ª
- 1974-1975:
  - Descenso: 6.ª
  - Eslalon Gigante: 7.ª
  - Eslalon: 7.ª
- 1975-1976:
  - Eslalon: 1.ª
  - Combinada: 1.ª
  - Eslalon Gigante: 3.ª
  - Descenso: 9.ª

#### Victorias en la Copa del Mundo (10)

##### Eslalon Gigante (1)
| Fecha              | Lugar           |
| ------------------ | --------------- |
| 5 de marzo de 1976 | Copper Mountain |

##### Eslalon (8)
| Fecha                   | Lugar             |
| ----------------------- | ----------------- |
| 16 de enero de 1969     | Schruns           |
| 14 de marzo de 1970     | Voss              |
| 2 de febrero de 1973    | Schruns           |
| 27 de febrero de 1974   | Abetone           |
| 8 de marzo de 1974      | Vysoke Tatry      |
| 13 de diciembre de 1974 | Cortina d'Ampezzo |
| 22 de enero de 1976     | Bad Gastein       |
| 6 de marzo de 1976      | Copper Mountain   |

##### Combinada (1)
| Fecha                   | Lugar             |
| ----------------------- | ----------------- |
| 17 de diciembre de 1975 | Cortina d'Ampezzo |